# Gare d’Aillevillers
Gare d’Aillevillers vasútállomás Franciaországban, Corbenay településen.

## Vasútvonalak
Az állomást az alábbi vasútvonalak érintik:
- Blainville-Damelevières–Lure-vasútvonal

## Kapcsolódó állomások
A vasútállomáshoz az alábbi állomások vannak a legközelebb:
- Gare de Bains-les-Bains
- Gare de Luxeuil-les-Bains